# Scorpiops tongtongi
Espèce
Scorpiops tongtongi est une espèce de scorpions de la famille des Scorpiopidae.

## Distribution
Cette espèce est endémique du Yunnan en Chine. Elle se rencontre dans le xian de Yingjiang.

## Description
La femelle holotype mesure 41,9 mm.
Le mâle décrit par Tang en 2023 mesure 44,02 mm, les femelles mesurent de 40 à 45 mm.

## Systématique et taxinomie
Cette espèce a été décrite par Tang en 2022.

## Étymologie
Cette espèce est nommée en l'honneur de Tongtong.

## Publication originale
- Tang, 2022 : « A new species of Scorpiops Peters, 1861 from Yunnan Province, China, with a preliminary review of its congeners in Yunnan (Scorpiones: Scorpiopidae). » Euscorpius, no 360, p. 1-44 (texte intégral).